# St. Vitus (Staudach)

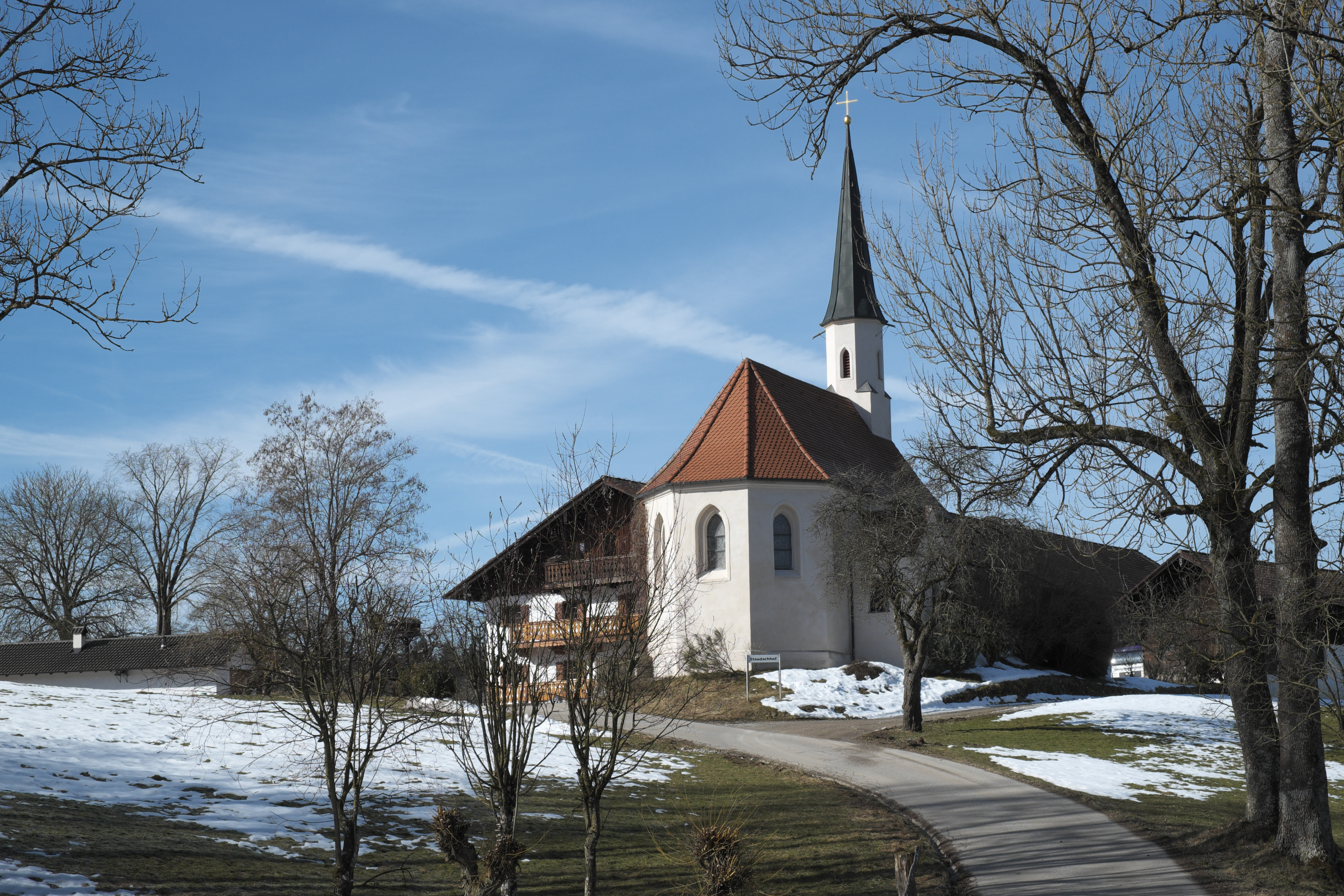
Kirche St. Vitus in Staudach

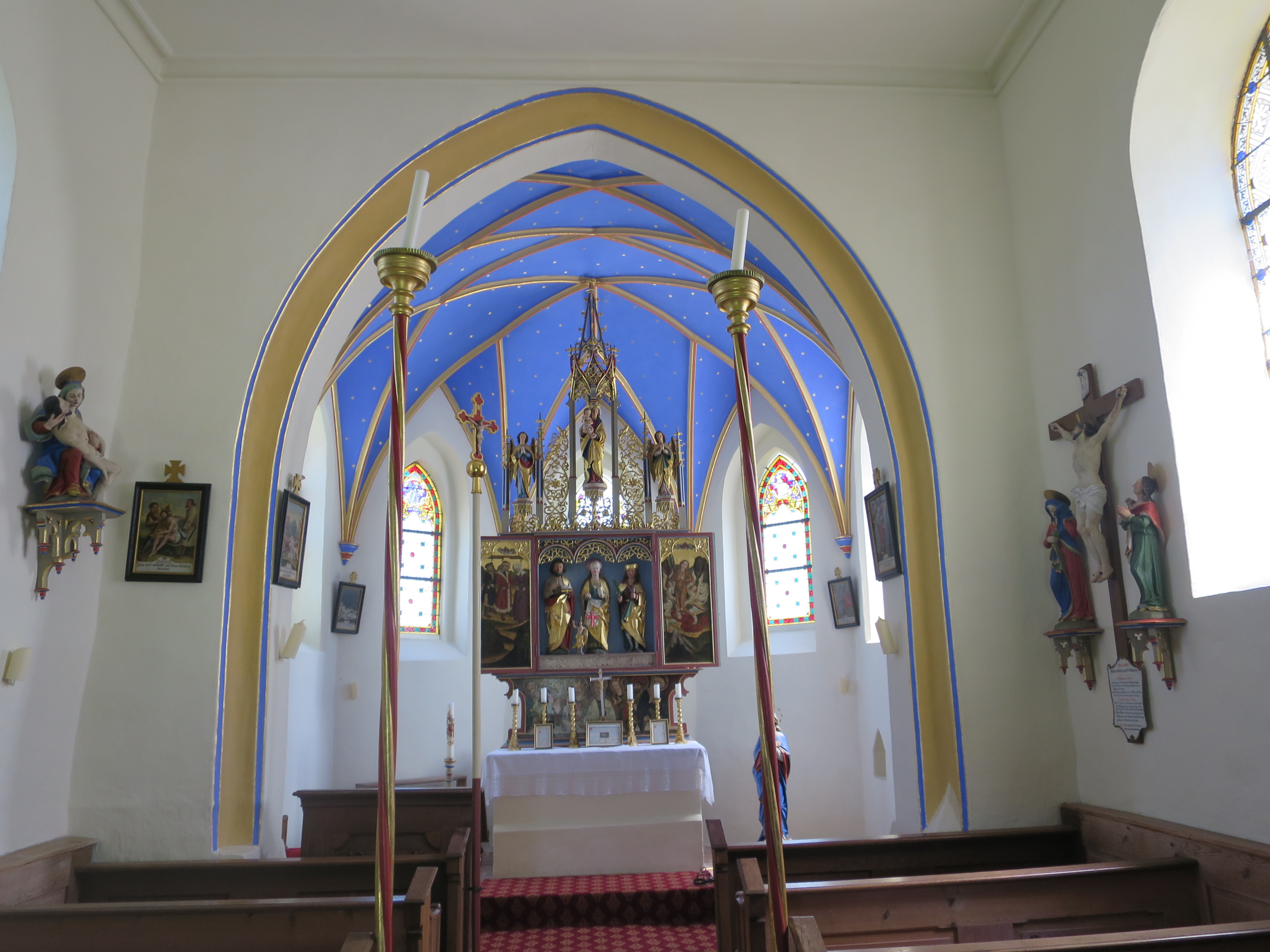
Innenansicht

Die katholische Filialkirche St. Vitus in Staudach, einem Gemeindeteil von Münsing im Landkreis Bad Tölz-Wolfratshausen in Bayern, wurde Anfang des 16. Jahrhunderts errichtet. Die Kirche, die bei einem einzeln stehenden Bauernhof liegt, ist ein geschütztes Baudenkmal.

## Architektur
Die flachgedeckte Saalkirche, die dem heiligen Vitus geweiht ist, wurde im Jahr 1862 neugotisch umgestaltet und erhielt ein Netzgewölbe auf Konsolen. Der Dachreiter wird von einem Spitzhelm bekrönt. Der nicht eingezogene Chor besitzt einen Fünfachtelschluss. Die Bleiglasfenster stellen den heiligen Georg und die Muttergottes dar.

## Ausstattung
Der Hochaltar vom Anfang des 16. Jahrhunderts besitzt Schnitzfiguren der Heiligen Vitus, Maria Magdalena und Johannes des Täufers. An der Chornordwand steht eine Rosenkranzmadonna, die mit der Jahreszahl 1663 bezeichnet ist. An der Langhauswand ist ein Tafelbild mit der Darstellung der Vierzehn Nothelfer zu sehen, das um 1630 datiert wird.